# 斯蒂爾維爾縣區 (伊利諾伊州蘭道夫縣)
斯蒂爾維爾縣區（英語：Precincts (United States)）是位於美國伊利諾伊州蘭道夫縣的一個縣區。

## 地方資料
根據2010年美國人口普查的數據，斯蒂爾維爾縣區的面積為55.59平方千米，當中陸地面積為55.44平方千米，而水域面積為0.15平方千米。當地共有人口2668人，而人口密度為每平方千米47.99人。